# Santana (Madeira)
Santana (historisch entwickelte Abkürzung für Santa Anna) ist eine Stadt (Cidade) und ein Kreis (Concelho) an der Nordküste der portugiesischen Insel Madeira. Auf einer Fläche von 19,0 km² leben 2838 Einwohner (Stand 19. April 2021), was einer Bevölkerungsdichte von 149,3 Einwohnern/km² entspricht.
Santana ist berühmt für seine traditionellen strohbedeckten Bauernhäuschen, die Wahrzeichen der Insel Madeira. Früher wohnten die Bauern in diesen einfach eingerichteten, oft rot angestrichenen Häuschen. Heute stehen die meisten leer und werden nur noch als Touristenattraktion instand gehalten. Die Strohdächer müssen alle vier bis fünf Jahre ausgewechselt werden.
Seit 2011 wird der Kreis Santana von der UNESCO als Biosphärenreservat geführt.

## Geschichte
Der Wieder-Entdecker Madeiras, João Gonçalves Zarco, ließ die Insel ab 1419 erstmals besiedeln. Gegen Ende des 15. Jahrhunderts wurde auch Santana besiedelt. 1552 wurde es eine eigenständige Gemeinde. 1835 wurde der eigenständige Kreis Santana eingerichtet und der Ort erhielt den Status einer Kleinstadt (Vila).
Im Jahr 2000 wurde Santana zur Stadt (Cidade) erhoben.

## Verwaltung

### Kreis Santana
Santana ist Sitz des gleichnamigen Kreises (Concelho). Die Nachbarkreise sind Machico, Santa Cruz, Funchal, Câmara de Lobos und São Vicente.
Der Kreis ist in sechs Gemeinden (Freguesias) aufgeteilt:

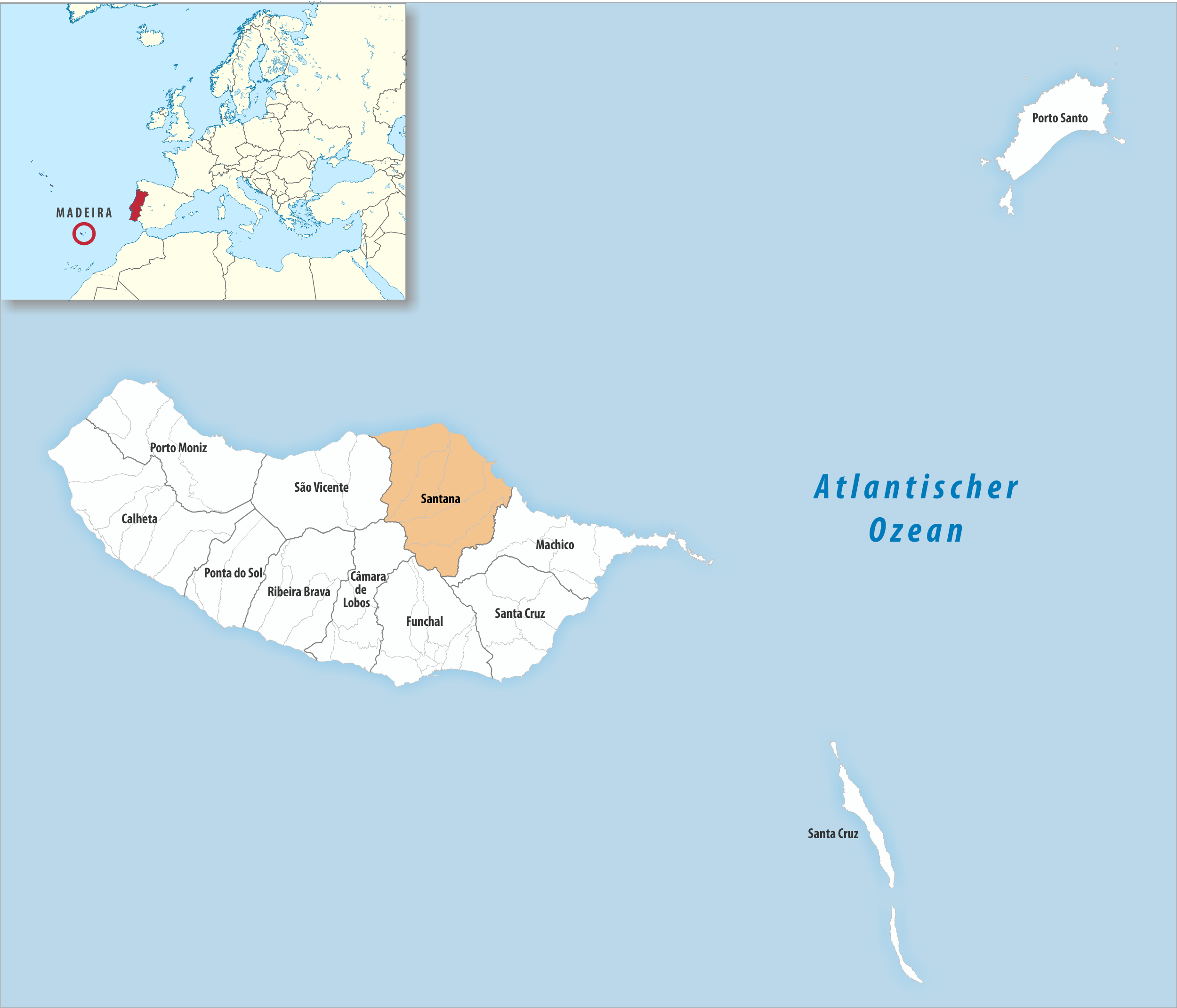
Kreis Santana

| Gemeinde           | Einwohner (2021) | Fläche km² | Dichte Einw./km² | LAU- Code |
| ------------------ | ---------------- | ---------- | ---------------- | --------- |
| Arco de São Jorge  | 364              | 3,38       | 108              | 310901    |
| Faial              | 1.309            | 24,03      | 54               | 310902    |
| Ilha               | 189              | 14,19      | 13               | 310906    |
| Santana            | 2.838            | 19,01      | 149              | 310903    |
| São Jorge          | 1.173            | 19,34      | 61               | 310904    |
| São Roque do Faial | 680              | 15,61      | 44               | 310905    |
| Kreis Santana      | 6.553            | 95,56      | 69               | 3109      |

### Bevölkerungsentwicklung
| Einwohnerzahl im Kreis Santana (1849–2021) | Einwohnerzahl im Kreis Santana (1849–2021) | Einwohnerzahl im Kreis Santana (1849–2021) | Einwohnerzahl im Kreis Santana (1849–2021) | Einwohnerzahl im Kreis Santana (1849–2021) | Einwohnerzahl im Kreis Santana (1849–2021) | Einwohnerzahl im Kreis Santana (1849–2021) | Einwohnerzahl im Kreis Santana (1849–2021) | Einwohnerzahl im Kreis Santana (1849–2021) |
| 1849                                       | 1900                                       | 1930                                       | 1960                                       | 1981                                       | 1991                                       | 2001                                       | 2011                                       | 2021                                       |
| ------------------------------------------ | ------------------------------------------ | ------------------------------------------ | ------------------------------------------ | ------------------------------------------ | ------------------------------------------ | ------------------------------------------ | ------------------------------------------ | ------------------------------------------ |
| 11.641                                     | 9.337                                      | 10.908                                     | 13.971                                     | 11.253                                     | 10.302                                     | 8.804                                      | 7.719                                      | 6.553                                      |

### Kommunaler Feiertag
- 25. Mai

## Touristische Bedeutung

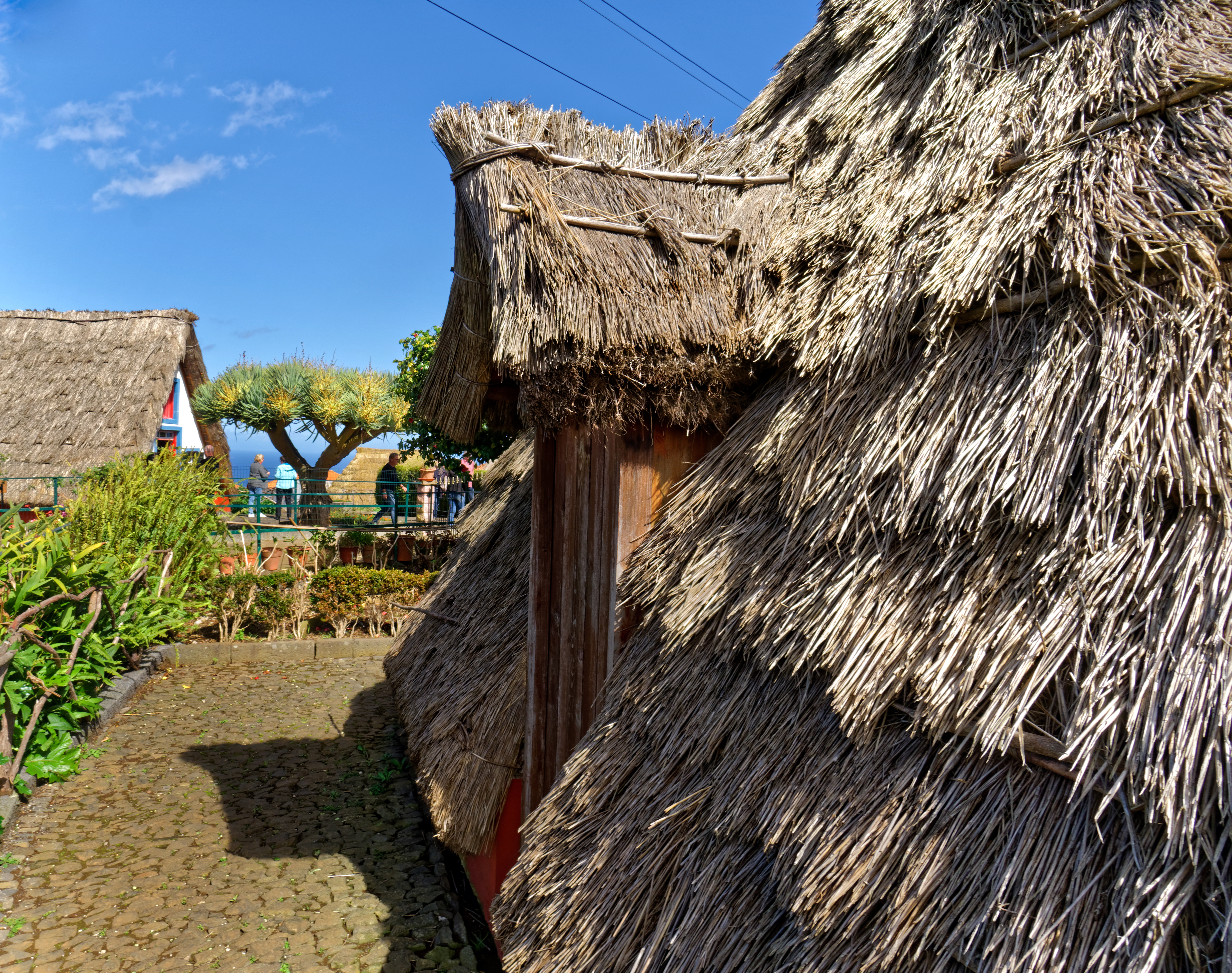
Typische Strohdächer

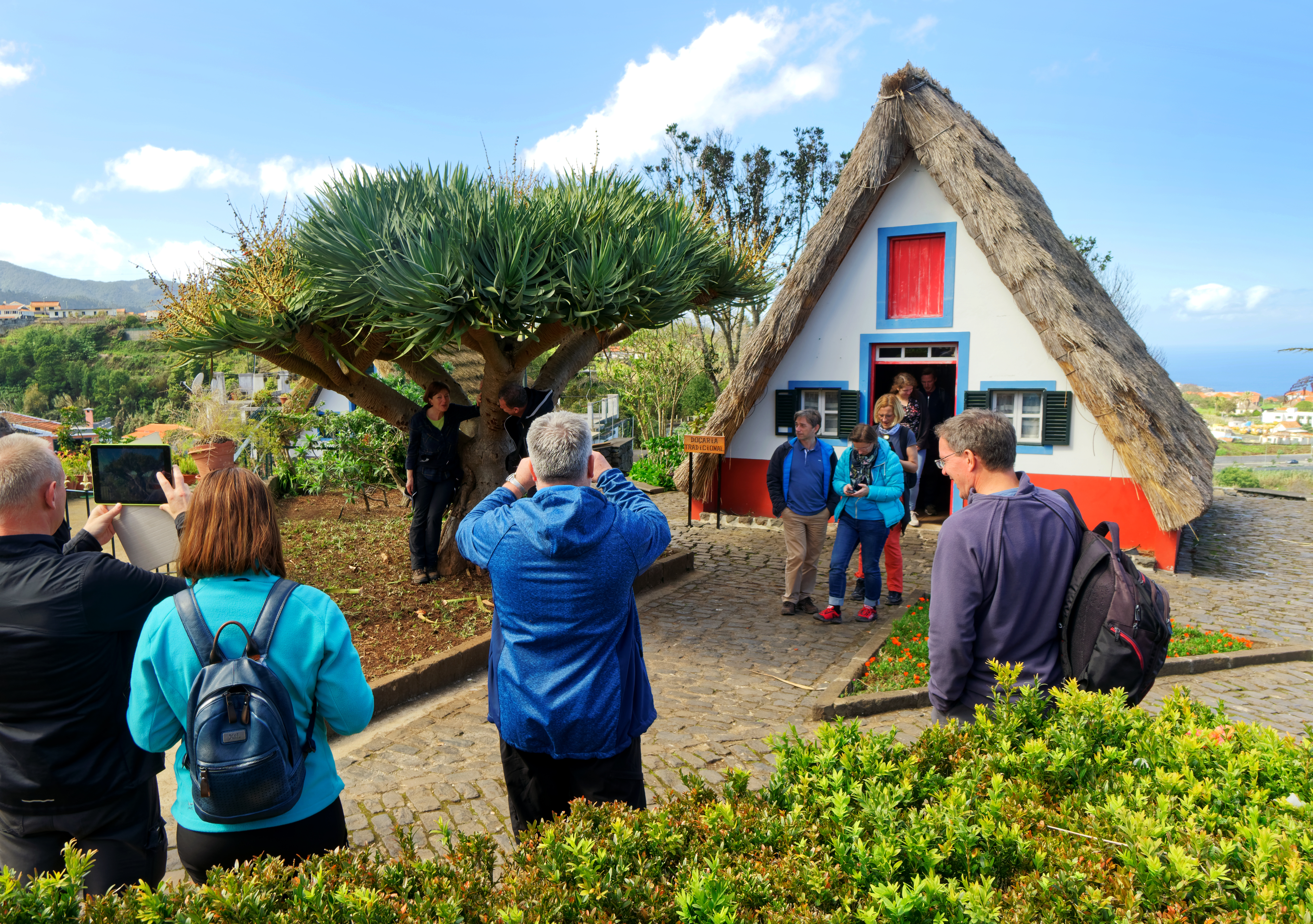
Touristenattraktion

Die traditionellen Bauernhäuser machen Santana zu einem viel besuchten Ziel von Tagesausflüglern. Man findet die sogenannten „Santana-Häuser“ u. a. an der Durchgangsstraße in der Ortsmitte und im Parque Temático do Madeira am südlichen Ortsrand.
Für Übernachtungsgäste gibt es neben einfachen Unterkünften auch ein großes Vier-Sterne-Hotel.

### Wandermöglichkeiten
Santana ist Ausgangspunkt für Wanderungen ins Zentralmassiv. Von dem 9 km südwestlich auf 1592 m Höhe gelegenen großen Wanderparkplatz Achada do Teixeira führt ein als PR 1.2 markierter Wanderweg in einer guten Stunde zum Pico Ruivo, dem höchsten Inselgipfel, hinauf. Von dort aus erreicht man im Süden den Pico do Arieiro, im Osten den Encumeada-Pass.

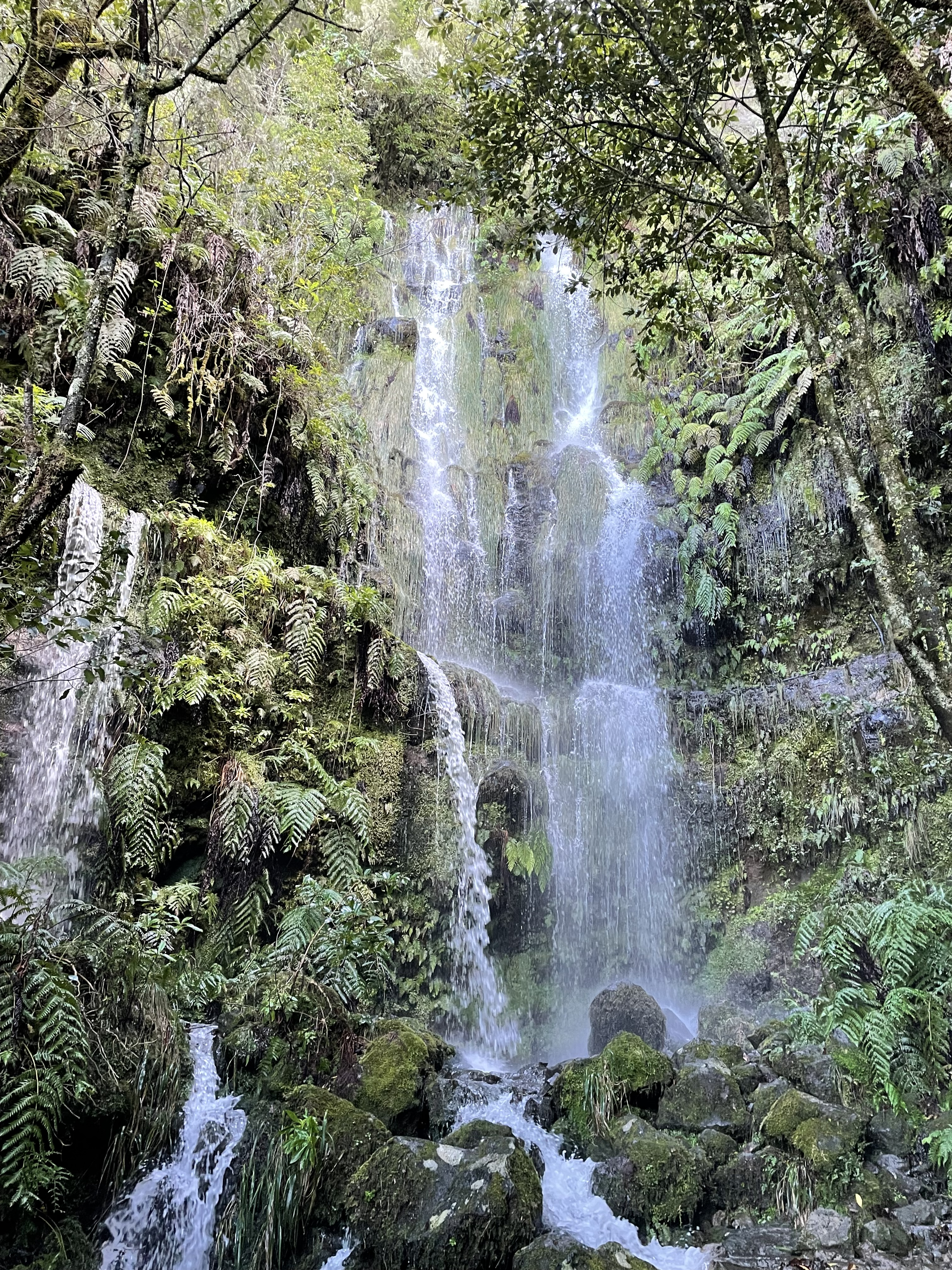
Wasserfall an der Levada do Caldeirão Verde

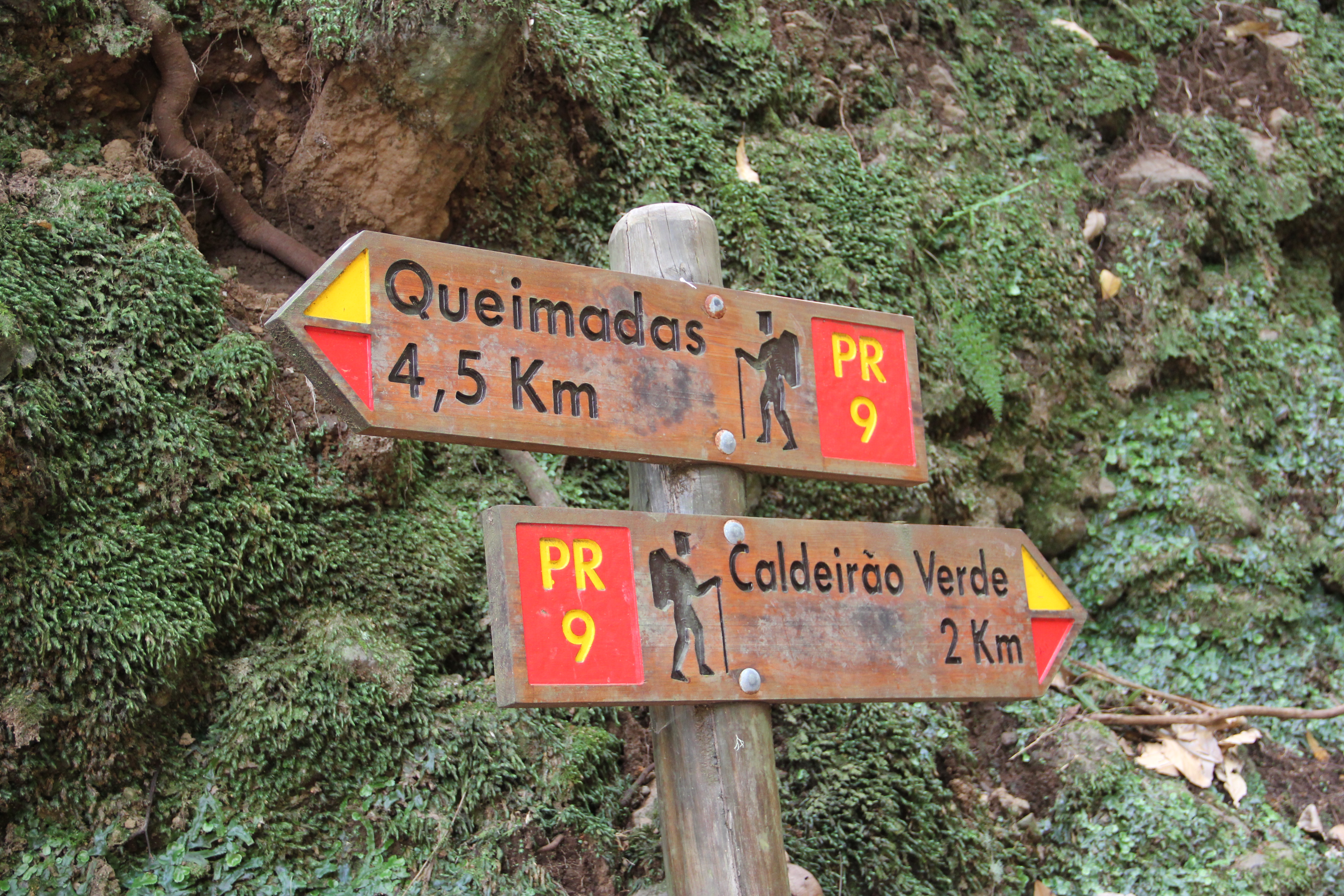
Beschilderung an der Levada do Caldeirão Verde

An den Strohhäusern von Queimadas 6 km oberhalb von Santana kommt man entlang der Levada do Caldeirão Verde auf dem PR 9 nach der Durchquerung von mehreren bis zu 200 m langen Fußgängertunnel zum gleichnamigen Wasserfall Caldeirão Verde. Für den Hin- und Rückweg der sehr beliebten Tour sollten knapp vier Stunden eingeplant werden.
Der Waldpark von Queimadas (Parque Florestal das Queimadas) am Ausgangspunkt der Wanderung nach Caldeirão Verde ist u. a. für die Bestände an Lorbeerwald und Rhododendren bekannt.
Von der Bergstation der Seilbahn Rocha do Navio kann auf einem alten Pflasterweg durch die Steilküste zum Meer abgestiegen werden.

## Söhne und Töchter der Stadt
- Teodósio Clemente de Gouveia (1889–1962), Erzbischof von Maputo, Mosambik